# Glenfield (Dakota del Nord)
Glenfield és una població dels Estats Units a l'estat de Dakota del Nord. Segons el cens del 2000 tenia 134 habitants.

## Demografia
Segons el cens del 2000, Glenfield tenia 134 habitants, 57 habitatges, i 38 famílies. La densitat de població era de 398 hab./km².
Dels 57 habitatges en un 26,3% hi vivien nens de menys de 18 anys, en un 57,9% hi vivien parelles casades, en un 5,3% dones solteres, i en un 33,3% no eren unitats familiars. En el 29,8% dels habitatges hi vivien persones soles el 19,3% de les quals corresponia a persones de 65 anys o més que vivien soles. El nombre mitjà de persones vivint en cada habitatge era de 2,35 i el nombre mitjà de persones que vivien en cada família era de 2,97.
Per edats la població es repartia de la següent manera: un 26,1% tenia menys de 18 anys, un 5,2% entre 18 i 24, un 22,4% entre 25 i 44, un 23,9% de 45 a 60 i un 22,4% 65 anys o més.
L'edat mediana era de 40 anys. Per cada 100 dones de 18 o més anys hi havia 80 homes.
La renda mediana per habitatge era de 24.583 $ i la renda mediana per família de 26.875 $. Els homes tenien una renda mediana de 26.875 $ mentre que les dones 30.833 $. La renda per capita de la població era de 12.125 $. Entorn del 23,3% de les famílies i el 24,8% de la població estaven per davall del llindar de pobresa.

## Poblacions més properes
El següent diagrama mostra les poblacions més properes.